# El pueblo unido jamás será vencido
El pueblo unido jamás será vencido (hiszp. Zjednoczony lud nigdy nie zostanie pokonany) – chilijska pieśń z muzyką Sergio Ortegi Alvarado i tekstem grupy Quilapayún. Powstała i została pierwszy raz nagrana w czerwcu 1973, jednak sławę międzynarodową zyskała po puczu w Chile 11 września 1973, kiedy stała się nieformalnym hymnem przeciwników Augusto Pinocheta.

## Treść
Pieśń wyrażała poglądy zwolenników prezydenta Chile Salvadora Allende i Rządu Jedności Ludowej. Natychmiast po pierwszym nagraniu zyskała ogromną popularność, była wykonywana przez artystów związanych z nurtem Nowej Pieśni Chilijskiej, popierających rząd. Sławę międzynarodową przyniosło jej wykonanie grupy Inti-Illimani. Utwór stał się jednym z symboli ruchu oporu przeciwko Pinochetowi. Przejęły go również inne ruchy lewicowe na całym świecie, wykonując pieśń w wersji niezmienionej lub wprowadzając niewielkie modyfikacje nawiązujące do ich sytuacji. Wariacje na jej motywach skomponował Fryderyk Rzewski.